# Yanghexiang (ort i Kina, Ningxia Huizu Zizhiqu, lat 35,68, long 105,99)
Yanghexiang (kinesiska: 杨河乡) är en ort i Kina. Den ligger i den autonoma regionen Ningxia, i den nordvästra delen av landet, omkring 310 kilometer söder om regionhuvudstaden Yinchuan. Antalet invånare är 10 585. Befolkningen består av 5 147 kvinnor och 5 438 män. Barn under 15 år utgör 31 %, vuxna 15-64 år 62 %, och äldre över 65 år 5,0 %.
Runt Yanghexiang är det ganska tätbefolkat, med 222 invånare per kvadratkilometer. Närmaste större samhälle är Longde Chengguanzhen, 13,5 km sydost om Yanghexiang. Trakten runt Yanghexiang består i huvudsak av gräsmarker.
Genomsnittlig årsnederbörd är 684 millimeter. Den regnigaste månaden är september, med i genomsnitt 148 mm nederbörd, och den torraste är december, med 1 mm nederbörd.